# 日本カトリック幼稚園連盟
日本カトリック幼稚園連盟は、日本カトリック学校連合会を構成するキリスト教カトリック系幼稚園の教育連合組織。

## 概要
日本カトリック幼稚園連盟の、2011年現在の加盟園数は515園である。

## 加盟園
- 名寄カトリック幼稚園（北海道名寄市）
- 北見聖母幼稚園
- 北見マリア幼稚園
- 北見藤幼稚園
- 認定こども園留辺蘂マリア幼稚園
- カトリック士別幼稚園
- 網走藤幼稚園
- 美幌藤幼稚園
- 紋別藤幼稚園
- 遠軽ひばり幼稚園
- 中標津カトリック幼稚園
- 根室カトリック幼稚園
- 釧路カトリック幼稚園
- 釧路聖母幼稚園
- 釧路ひばり幼稚園
- 厚岸カトリック幼稚園
- 本別カトリック幼稚園
- 池田カトリック幼稚園
- 帯広藤幼稚園
- 柏林台カトリック幼稚園
- 旭川聖母幼稚園
- 旭川みその幼稚園
- 旭川天使幼稚園
- 旭川藤幼稚園
- 旭川白百合幼稚園
- 羽幌藤幼稚園
- 留萌聖園幼稚園
- 砂川天使幼稚園
- 美唄アカシア幼稚園
- 富良野聖園幼稚園
- 岩見沢天使幼稚園
- 長沼カトリック聖心幼稚園
- 三笠藤幼稚園
- 大麻藤幼稚園
- さゆり幼稚園
- 天使幼稚園
- 藤幼稚園
- カトリック聖園幼稚園
- 真駒内聖母幼稚園
- 虹の森カトリック幼稚園
- 広島天使幼稚園（北海道北広島市）
- 小樽藤幼稚園
- 苫小牧藤幼稚園
- 苫小牧聖母幼稚園
- 登別カトリック聖心幼稚園
- ベネディクト幼稚園
- 倶知安藤幼稚園
- 長万部マリア幼稚園
- 八雲マリア幼稚園
- 江差幼稚園
- 函館藤幼稚園
- 元町白百合幼稚園
- カトリック湯の川幼稚園
- 函館白百合学園幼稚園
- 七飯マリア幼稚園
- 花川マリア幼稚園
- 大湊カトリック幼稚園
- 田名部カトリック幼稚園
- 野辺地カトリック幼稚園
- 三沢カトリック幼稚園
- 十和田カトリック幼稚園
- イメルダ幼稚園
- ファチマ幼稚園
- 八戸聖ウルスラ学院幼稚園
- 五戸カトリック幼稚園
- 青森藤幼稚園
- 青森明の星短期大学付属幼稚園
- 浪打カトリック幼稚園
- 聖テレジア幼稚園
- 聖心幼稚園
- 弘前カトリック幼稚園
- 弘前明の星幼稚園
- 小百合幼稚園
- 海の星幼稚園
- 盛岡白百合学園幼稚園
- 光の園幼稚園
- 暁の星幼稚園
- 愛心幼稚園
- カトリック清心幼稚園
- 気仙沼カトリック幼稚園
- 築館聖マリア幼稚園
- 石巻カトリック幼稚園
- 塩釜カトリック幼稚園
- 仙台白百合学園幼稚園
- 聖ウルスラ学院英智幼稚園
- 小さき花幼稚園
- 聖ドミニコ学院幼稚園
- 聖ドミニコ学院北仙台幼稚園
- ナザレト幼稚園
- 八木山カトリック幼稚園
- 大河原カトリック幼稚園
- 角田カトリック幼稚園
- 能代カトリック幼稚園
- 大館カトリック幼稚園
- 聖霊女子短期大学付属幼稚園
- 聖園学園短期大学附属幼稚園
- 土崎カトリック幼稚園
- 鹿角カトリック幼稚園
- 本荘カトリック幼稚園
- マリア幼稚園（鶴岡カトリック教会附属）
- 山形聖マリア幼稚園
- さゆり幼稚園
- 小名浜白百合幼稚園
- 勿来カトリック幼稚園
- 桜の聖母学院幼稚園
- 福島カトリック幼稚園
- 二本松カトリック幼稚園
- 郡山ザベリオ学園
- 白河カトリック幼稚園
- 会津若松ザベリオ学園幼稚園
- 喜多方カトリック千草幼稚園
- 田島カトリック暁の星幼稚園
- 聖母幼稚園（茨城県水戸市）
- 土浦聖母幼稚園（茨城県土浦市）
- 下館聖母幼稚園（茨城県筑西市）
- 聖家幼稚園
- 烏山聖マリア幼稚園
- 聖ヨゼフ幼稚園
- マリア幼稚園
- 松ヶ峰幼稚園
- 聖母幼稚園
- 高崎天使幼稚園
- 聖クララ幼稚園
- 聖フランソア幼稚園（さいたま市浦和区）
- 浦和明の星幼稚園（さいたま市緑区）
- カトリックみどり幼稚園（さいたま市大宮区）
- 小百合幼稚園（さいたま市見沼区）
- 草加藤幼稚園（埼玉県草加市）
- 星和幼稚園（埼玉県ふじみ野市）
- 聖ミカエル幼稚園
- 神愛幼稚園
- 千葉聖心幼稚園
- 聖マリア幼稚園
- 聖母マリア幼稚園
- 白百合幼稚園
- 市原マリア・インマクラダ幼稚園
- 茂原聖マリア幼稚園
- 久留里カトリック幼稚園
- 白百合学園幼稚園（東京都千代田区）
- 雙葉小学校附属幼稚園（東京都千代田区）
- 暁星幼稚園（東京都千代田区）
- サンタセシリア幼稚園
- 枝光会附属幼稚園
- 麻布みこころ幼稚園
- 聖園幼稚園
- 本所白百合幼稚園
- 天使幼稚園
- 小さき花の幼稚園
- 白百合幼稚園
- 大森聖マリア幼稚園
- 目黒サレジオ幼稚園
- 枝光会駒場幼稚園
- 枝光学園幼稚園
- 聖ドミニコ学園幼稚園
- マダレナ・カノッサ幼稚園
- 世田谷聖母幼稚園
- 聖セシリア喜多見幼稚園
- ファチマのマリア幼稚園
- みょうじょう幼稚園
- 田園調布雙葉小学校附属幼稚園
- ミッション・サンタ・クララ幼児部
- 認定こども園 聖心学園幼稚園
- 光塩幼稚園
- 双百合幼稚園
- 井荻聖母幼稚園
- レストナック幼稚園
- 聖パトリック幼稚園
- 関町白百合幼稚園
- 北町カトリック幼稚園
- 聖母の騎士幼稚園
- 星美学園幼稚園
- 聖フランシスコ幼稚園
- 足立サレジオ幼稚園
- レジナ幼稚園
- サンシティ聖母幼稚園
- 晃華学園マリアの園幼稚園
- マルガリタ幼稚園
- 調布星美幼稚園
- 晃華学園暁星幼稚園
- まりあ幼稚園
- 東星学園幼稚園
- 光塩日野幼稚園
- 本町幼稚園
- セント・ベル幼稚園
- 聖母幼稚園
- カリタス幼稚園
- サレジオ学院幼稚園
- 聖クララ幼稚園
- 梅が丘天使幼稚園
- 聖母幼稚園
- 横浜みこころ幼稚園
- さゆり幼稚園
- 天使幼稚園
- セント・メリー幼稚園
- 鍛冶ヶ谷カトリック幼稚園
- 大船カトリック幼稚園
- モンタナ幼稚園
- 三笠幼稚園
- あけの星幼稚園
- 聖マリア幼稚園
- 湘南白百合学園幼稚園
- 聖園幼稚園
- 聖園マリア幼稚園
- スミレ幼稚園
- 聖セシリア幼稚園
- 海の星幼稚園
- ばらの花幼稚園
- 新玉幼稚園
- 新潟聖園マリア幼稚園
- ノートルダム幼稚園
- 聖ラファエル幼稚園
- 新津カトリック幼稚園
- 亀田カトリック幼稚園
- 白根カトリック幼稚園
- 三条白百合幼稚園
- 加茂白百合幼稚園
- 見附天使幼稚園
- 新発田聖母幼稚園
- 長岡聖母幼稚園
- 長岡カトリック天使幼稚園
- 栃尾天使幼稚園
- 十日町カトリック天使幼稚園
- 上越カトリック天使幼稚園
- 糸魚川カトリック天使幼稚園
- 柏崎カトリック白百合幼稚園
- 海星幼稚園（新潟県佐渡市）
- 明星幼稚園
- 愛護幼稚園
- 高岡カトリック幼稚園
- 海の星幼稚園
- 聖母幼稚園
- 聖ヨゼフ幼稚園
- カルメン幼稚園
- 聖テレジア幼稚園
- 韮崎カトリック白百合幼稚園
- 塩山カトリック幼稚園
- 小さき花幼稚園
- 聖パウロ幼稚園
- カトリック幼稚園
- 暁の星幼稚園
- 中野マリア幼稚園
- 聖マリア幼稚園
- 吉田マリア幼稚園
- 聖テレジア幼稚園
- 聖母幼稚園
- ヤコブ幼稚園
- 諏訪聖母幼稚園
- 茅野聖母幼稚園
- 聖ヨゼフ幼稚園
- 聖マルチン幼稚園
- 聖クララ幼稚園
- 天使幼稚園
- 伊東聖母幼稚園
- 星園幼稚園
- 御殿場聖マリア幼稚園
- 裾野聖母幼稚園
- 沼津聖マリア幼稚園
- 吉原聖母幼稚園
- 富士宮聖母幼稚園
- 静岡サレジオ幼稚園
- 静岡聖母幼稚園
- 八幡聖母幼稚園
- 蒲原聖母幼稚園
- 藤枝聖母幼稚園
- 岡部聖母幼稚園
- 磐田聖マリア幼稚園
- 浜松海の星幼稚園
- 海の星鷺の宮幼稚園
- 岡崎聖園マリア幼稚園
- 聖カタリナ幼稚園
- 豊田聖霊幼稚園
- 聖心幼稚園
- のぞみ幼稚園
- 内田橋聖アントニオ幼稚園
- 聖テレジア幼稚園
- 八事聖霊幼稚園
- 聖マリア幼稚園
- みそのラファエル幼稚園
- あけの星幼稚園
- 長浦聖母幼稚園
- 春日マリア幼稚園
- マリア幼稚園
- 雪の聖母幼稚園
- サンタマリア幼稚園
- マリア・モンテッソーリ幼稚園
- 海の星カトリック幼稚園
- 暁の星幼稚園
- 草津カトリック幼稚園
- 聖ヨゼフ幼稚園
- 聖母幼稚園
- 聖パウロ幼稚園
- 京都カトリック信愛幼稚園
- 京都聖母学院幼稚園
- 聖ドミニコ学院京都幼稚園
- アヴェ・マリア幼稚園
- 長岡カトリック幼稚園
- 青谷聖家族幼稚園
- 聖愛幼稚園
- 精華聖マリア幼稚園
- 聖家族幼稚園
- 小さき花幼稚園
- 聖テレジア幼稚園
- 舞鶴聖母幼稚園
- 宮津暁星幼稚園
- 城星学園幼稚園
- 大阪信愛女学院
- 関目聖マリア幼稚園
- あけのほし幼稚園
- 大阪愛徳幼稚園
- カトリックさゆり幼稚園
- 春日荘聖マリア幼稚園
- 枚岡カトリック幼稚園
- 香里幼稚園
- うみのほし幼稚園
- 高槻マリア・インマクラダ幼稚園
- アサンプション国際幼稚園
- カトリック聖マリア幼稚園
- 賢明学院幼稚園
- 花田口聖母幼稚園
- 藤井寺カトリック幼稚園
- 和泉カトリック幼稚園
- 双百合幼稚園（スピノラ学園）
- 聖母幼稚園
- 春木カトリック幼稚園
- 貝塚カトリック幼稚園
- カトリック天使幼稚園
- 海星幼稚園（大阪府泉南郡岬町）
- みこころ幼稚園
- 百合学院幼稚園
- 仁川学院マリアの園幼稚園
- 神戸海星女子学院マリア幼稚園
- 王たるキリスト幼稚園
- ロザリオ幼稚園
- 星の園幼稚園
- 小さき花の園幼稚園
- 聖マリアの園幼稚園
- 愛徳幼稚園
- 神陵台愛徳幼稚園
- マリア幼稚園
- テレジア幼稚園
- 佐用マリア幼稚園
- 赤穂あけぼの幼稚園
- 奈良カトリック幼稚園
- 登美ヶ丘カトリック幼稚園
- 高田カトリック幼稚園
- 葛カトリック幼稚園
- 大和郡山カトリック幼稚園
- 愛徳幼稚園
- 和歌山信愛女子短期大学附属幼稚園
- マリア幼稚園
- 小さき花園幼稚園
- 聖テレジア幼稚園
- 松徳幼稚園
- 松江暁の星幼稚園
- 夕日ヶ丘聖母幼稚園
- 益田天使幼稚園
- 岡山聖園幼稚園（岡山市北区）
- ノートルダム清心女子大学附属幼稚園（岡山市北区）
- 岡山聖園マリア幼稚園（岡山市北区）
- 倉敷マリア・インマクラダ幼稚園（岡山県倉敷市）
- 海星幼稚園（岡山県倉敷市）
- のぞみベルナデッタ幼稚園
- 三次清心幼稚園
- 聖園幼稚園
- 福山暁の星幼稚園
- 尾道清心幼稚園
- 聖母幼稚園
- 小百合幼稚園
- 広島暁の星幼稚園
- 広島マリア幼稚園
- 清心幼稚園
- 廿日市聖母マリア幼稚園
- 高屋幼稚園
- 岩国聖母幼稚園
- 光天使幼稚園
- マリア幼稚園
- 下松暁の星幼稚園
- 小さき花幼稚園
- 周南小さき花幼稚園
- 暁の星幼稚園
- 山口天使幼稚園
- 萩光塩学院幼稚園
- 小野田小百合幼稚園
- 高千帆小百合幼稚園
- 宇部さゆり幼稚園
- 西宇部小百合幼稚園
- 下関天使幼稚園
- 暁の星幼稚園
- 海の星幼稚園
- 鳴門聖母幼稚園
- 阿南聖母幼稚園
- 高松聖母幼稚園
- 桜町聖母幼稚園
- マリア幼稚園
- 長尾聖母幼稚園
- 丸亀聖母幼稚園
- 善通寺聖母幼稚園
- 観音寺聖母幼稚園
- 聖マリア幼稚園
- 愛光幼稚園
- 西条聖マリア幼稚園
- 若葉幼稚園
- 聖カタリナ大学短期大学部附属幼稚園
- 道後聖母幼稚園
- 海の星幼稚園
- ロザリオ幼稚園
- 八幡浜聖母幼稚園
- 愛和聖母幼稚園
- 天使幼稚園
- 高知聖母幼稚園
- 海の星幼稚園
- 門司聖母幼稚園
- 小倉カトリック幼稚園
- 湯川カトリック幼稚園
- 若松天使園
- 戸畑天使園
- 八幡カトリック幼稚園
- 聖ヨゼフ幼稚園
- 水巻聖母幼稚園
- 行橋カトリック幼稚園
- 田川カトリック幼稚園
- 飯塚聖母幼稚園
- 暁の星幼稚園
- 福岡雙葉小学校附属幼稚園
- 大濠聖母幼稚園
- 笹丘カトリック幼稚園
- カトリック光丘幼稚園
- 福岡海星女子学院マリア幼稚園
- カトリック聖クララ幼稚園
- 聖心ウルスラ幼稚園
- 高宮カトリック幼稚園
- 西新カトリック幼稚園
- 茶山カトリック幼稚園
- 二日市カトリック幼稚園
- 小郡カトリック幼稚園
- 久留米信愛女学院幼稚園
- 聖母幼稚園
- 天使幼稚園
- 吉野天使幼稚園
- 鳥栖カトリック幼稚園
- 佐賀カトリック幼稚園
- ロザリオ幼稚園
- 武雄カトリック幼稚園
- 唐津カトリック幼稚園
- 伊万里カトリック幼稚園
- 鹿島カトリック幼稚園
- 潜竜聖母幼稚園
- カトリック山田幼稚園
- 聖心幼稚園
- 桜の聖母幼稚園
- 茨木幼稚園
- 諌早純心幼稚園
- 長崎星美幼稚園
- 大村聖母幼稚園
- 長崎純心大学附属純心幼稚園
- 長崎信愛幼稚園
- 聖母の騎士幼稚園
- 聖マリア幼稚園
- 大浦信愛幼稚園
- うみのほし幼稚園
- レデンプトール幼稚園
- 茂木幼稚園
- 深堀純心幼稚園
- 長崎南山幼稚園
- 百合幼稚園
- 聖アントニオ幼稚園
- 認定こども園 聖母の騎士東長崎幼稚園
- 小さき花の幼稚園
- 熊本信愛女学院幼稚園
- 熊本聖母愛児幼稚園
- マリア幼稚園
- カトリックさゆり園
- 聖母幼稚園
- 八代白百合学園幼稚園
- 人吉幼稚園
- 明光幼稚園
- 本渡カトリック聖心幼稚園
- カトリック日田幼稚園
- カトリック海の星幼稚園
- カトリック海星幼稚園（大分県大分市）
- 大分明星幼稚園
- カトリック坂ノ市幼稚園
- カトリック鶴崎幼稚園
- カトリック明野幼稚園
- カトリック臼杵幼稚園
- カトリック津久見幼稚園
- カトリック佐伯幼稚園
- カトリック玖珠幼稚園
- 延岡カトリック幼稚園
- 聖心ウルスラ学園付属幼稚園
- 日向カトリック幼稚園
- 高鍋カトリック聖母幼稚園
- 小林カトリック幼稚園
- 宮崎カトリック幼稚園
- 南宮崎カトリック幼稚園
- 田野カトリック聖母幼稚園
- 日南カトリック幼稚園
- 飫肥カトリック幼稚園
- 都城聖ドミニコ学園幼稚園
- 西都カトリック幼稚園
- 鹿屋カトリック幼稚園
- カトリック志布志幼稚園
- 垂水カトリック幼稚園
- 出水聖母幼稚園
- カトリック国分幼稚園
- 宮之城聖母幼稚園
- 川内聖母幼稚園
- 鹿児島純心女子大学附属純心幼稚園
- 聖母幼稚園
- 玉里善き牧者幼稚園
- 谷山善き牧者幼稚園
- ひまわり幼稚園
- 吉野幼稚園
- カトリック・カリタス幼稚園
- 加世田聖母幼稚園
- 白百合幼稚園
- 亀津カトリック幼稚園
- 天城カトリック幼稚園
- 古仁屋信愛幼稚園
- 名瀬信愛幼稚園
- 名瀬聖母幼稚園
- ヨゼフ幼稚園
- 愛児幼稚園
- 首里カトリック幼稚園
- 聖母幼稚園
- コザ聖母幼稚園
- クララ幼稚園
- みつば幼稚園
- うみのほし幼稚園
- 海星幼稚園（沖縄県石垣市）
- 真栄原カトリック幼稚園